# Leava
Leava is met 376 inwoners (2008) het grootste dorp op het eiland Futuna in het Franse overzeese gebiedsdeel Wallis en Futuna en de hoofdstad van het traditionele koninkrijk Sigave. De plaats is gelegen rond de kleine Sigavebaai aan de westkust van het eiland.
Leava kent een aantal supermarkten, een aanlegsteiger en een bibliotheek.

## Vervoer
Vanop de luchthaven van Futuna te Vele voert de Nieuw-Caledonische luchtvaartmaatschappij Aircalin normaliter lijnvluchten uit naar Wallis, dat op zijn beurt is verbonden met Fiji en Nieuw-Caledonië.